# Gunnar Seidenfaden
Gunnar Seidenfaden (*1908 – 9 de fevereiro de 2001) foi um diplomata e botânico dinamarquês. Foi embaixador da Dinamarca na Tailândia de 1955 a 1959, e na União Soviética de 1959 a 1961. 
Graduou-se em botânica, na Faculdade de Biologia da Universidade de Copenhague, em 1934.
Foi especialista em orquídeas do sudeste asiático sobre as quais publicou várias obras de diversos volumes, por exemplo The Orchids of Thailand – A Preliminary List (com T. Smitinand)  e Orchid Genera in Thailand vol. I-XIV. Foram trabalhos estritamente taxonômicos e florísticos, ainda que embelezados com seus próprios desenhos de partes florais, como se se tratasse de uma disecção em microscópio.
Gunnar Seidenfaden estudou Botânica na Universidade de Copenhague de 1926 a 1934. Envolveu-se rapidamente em investigações botânicas na Groenlândia, estando desde 1928 durante seis verões ali, parcialmente como organizador de Lauge Koch e suas expedições geológicas no leste da Groenlândia. Falhou em seu exame para o mestrado (“magisterkonferens”) em Botânica, assim decidiu estudar Economia e ciência política; graduando-se como “cand.polit.” em 1940. Logo se emprega no Ministério de Relações Exteriores. Passados seus anos de embaixador, comandou um escritório jurídico do Ministério até 1967. Continuou responsável sobre a posição dinamarquesa em conferências internacionais de matéria ambiental, por exemplo CITES em 1973, Convenção de Helsinki em 1979, e na Convenção de Berna (1979).
Em 1938, ganhou um concurso na Escandinávia pelo melhor livro de ciência popular com “Modern Arctic Exploration”. 
Durante sua época na Tailândia, iniciou uma cooperação de grande fôlego com o Departamento Florestal Real da Tailândia, com o qual organizou uma série de expedições botânicas até meados da Década de 1980. 
Descreveu pelo menos 480 novas espécies.

## Homenagens
Os gêneros de orquídeas:
- Seidenfadenia Garay
- Seidenfadeniella C.S.Kumar
- Seidenfia Szlach.
- Gunnarella Senghas
- Gunnarorchis Brieger

Nomeou-se em sua homenagem, como também Fadenia, um gênero extinto de tubarões.